# 브라이언 퍼니호

브라이언 존 피터 퍼니호(영어: Brian John Peter Ferneyhough, 1943년 1월 16일~)는 영국의 작곡가이다. 그는 스탠포드 대학교 에서 가르치고 있으며 1987년부터 캘리포니아에 거주하였다. 퍼니호가 작곡에 처음 뛰어들었을 때, 영국에서는 별로 호의를 얻지 못했다. 퍼니호가 어려움을 겪는 동안, 한스 슈바르센스키라는 지원군이 나타났다. 1973년부터 1986년 사이에 그는 독일 프라이부르크 음악원에서 작곡을 가르쳤으며 그의 학생들로는 호소카와 도시오, 조엘프랑수아 뒤랑, 로저 레드게이트, 알레산드로 멜키오레, 줄리오 카스타뇰리, 카이야 사리아호, 조엘 본스(2021 그로마이어상 수상자), 한스올라 에릭손, 로드니 샤먼등이 있다.